# 東京都庭園美術館
東京都庭園美術館（日语：／ Tōkyō-to Teien Bijutsukan）是位於日本東京都港區白金台的一座都立美術館。該美術館曾是朝香宮鳩彥王的住宅，因此又稱舊朝香宮邸。

## 历史
東京都庭園美術館位於國立科學博物館附屬自然教育園內，是香淳皇后叔父朝香宮鳩彥王在巴黎遊學後耗時兩年修建的。至1947年退出皇籍之前，這座建築都是朝香宮鳩彥王的官邸:84-89。自然教育園所在土地又有白金御料地之稱，在江戶時代曾是高松藩松平家的下屋敷。明治時期，大日本帝國陸軍曾在此設有火藥庫。該地後成為皇室財產:193。
朝香宮一家離開官邸後，在吉田茂執政時期，該建築於1947年至1950年期間成為外務大臣官邸（但由於吉田兼任首相和外相職務，因此該建築實際上也是總理大臣臨時官邸）。1950年，該建築以700萬日元的價格出售給西武鐵道，並在1955年4月作為白金王子迎賓館（白金プリンス迎賓館）開業。至1974年，該建築都作為外賓來日時的迎賓館使用。1971年時，曾有將該建築改建為酒店的計劃，但發生抗議運動:42。1974年5月後，該建築一度作為王子酒店總部使用。1981年12月，王子酒店將該建築以139億日元價格出售給東京都。1983年，該建築作為都立美術館之一對公眾開放。
2011年開始，由於進行改裝工程，東京都庭園美術館一度長期休館。2014年11月22日開始，美術館部分建築恢復開放。2018年3月21日，包括西洋庭園和餐廳在內的美術館全面開放。

## 設施概要

### 本館

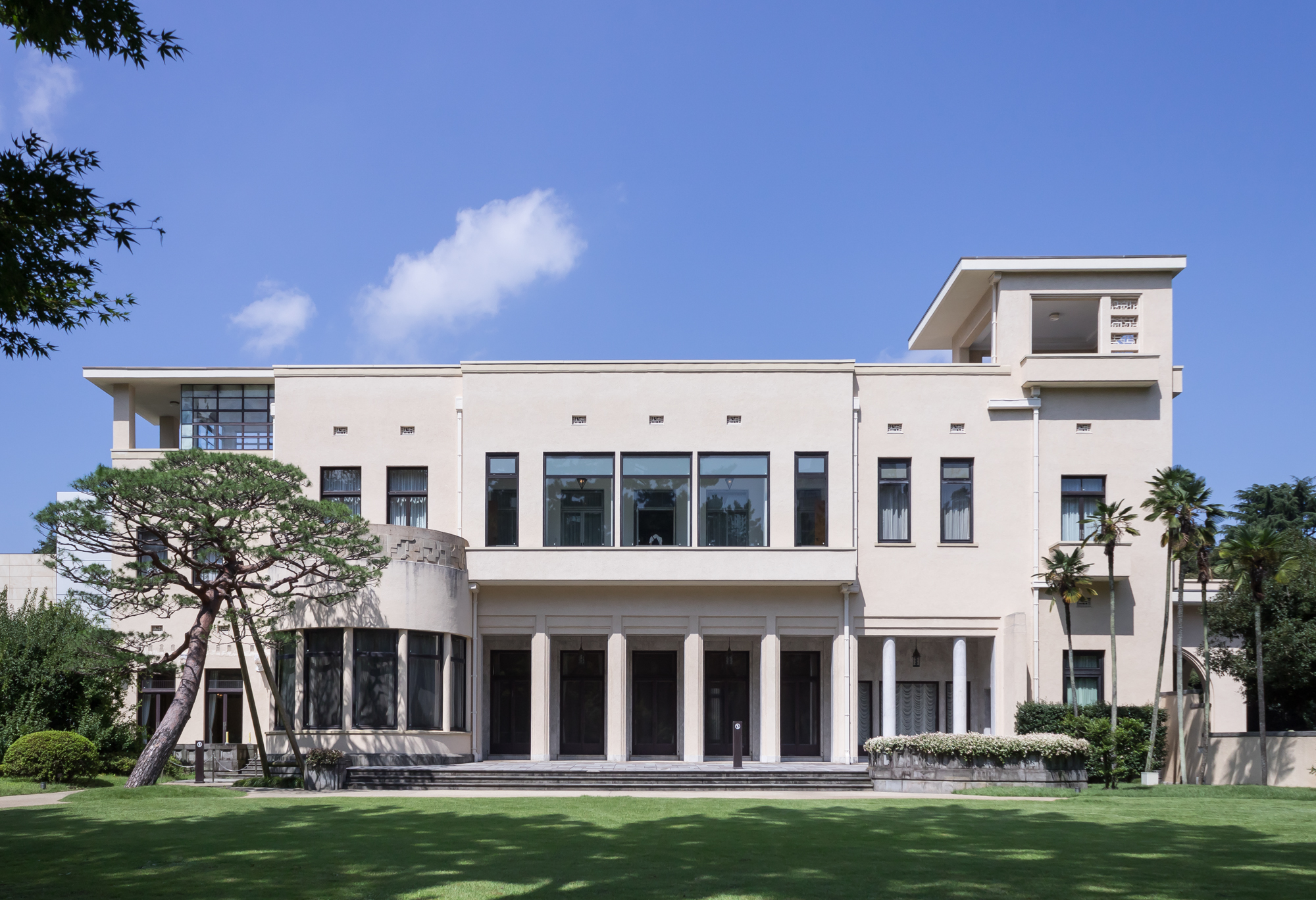
自庭園望建築

也就是舊朝香宮官邸。這以一棟鋼筋混凝土結構的二層建築（部分為三層），地下一層自1929年開始準備修建，在1933年5月完成。其外觀除了玄關處的狛犬外幾乎沒有任何裝飾，但內部卻使用了大量當時流行的裝飾風藝術裝飾。雖然世界各地有眾多裝飾風藝術風格的私人住宅，但舊朝香宮邸在其中也是具有高品質且保持狀態良好的佼佼者。舊朝香宮官邸在1993年被列入東京都的有形文化財，在2015年被列入日本的重要文化財。建築的設計者是宮內省內匠寮（擔當技師是權藤要吉）。主要室內裝潢基本設計由法國設計師亨利·拉品負責。正面玄關處的女神像玻璃浮雕和大客室的枝形吊燈則是法國珠寶設計師兼玻璃工藝家勒內·拉利克的作品:198。
為進行軍事研究而前往歐洲留學的朝香宮鳩彥王在1923年於巴黎郊外因車禍而受重傷。他的妻子允子妃因此前往法國照顧他，夫妻二人因此不得不在法國長期停留。在法國期間，夫妻二人參觀了1925年巴黎世界博覽會（又稱裝飾風藝術博覽會），深受拉品、拉利克等人作品的震撼。博覽會也成為這對夫妻回到日本後修建這座「裝飾風藝術之館」的契機。和19世紀末期至20世紀初期在歐洲流行的新藝術運動（以有機形態和曲線樣式為特色）相對，裝飾風藝術是對應大量生產和工業化時代，不受傳統拘束的新設計風格。朝香宮邸從牆壁裝飾到照明器具、各處細部裝潢無處不體現裝飾風藝術的設計:33-34。
建築一層設有玄關、大廳、次室、小客室、大客室、大食堂等接客用空間。二層設有殿下書房、殿下居間、殿下寝室、妃殿下居間、妃殿下寝室、姬宮居間、姬宮寝室、若宮居間、若宮寝室、若宮合之間、北之間等朝香宮一家的私人房間。屋頂部分面積被用作第三層，設有溫室。通常展示時，建築全體的約半數作為展示室公開，包括由拉品負責基本設計的一層大廳、次室、小客室、大客室、大食堂、二層的殿下書房、殿下居間，共7個房間。近代日本的上層階級（宮家、舊藩主、政治家、實業家）邸宅大多在同一土地內同時建有洋館和和館、前者是對外的接客空間、後者是對內的日常生活空間。朝香宮邸在同一棟建築內將一層作為接客空間、二層作為日常生活空間使用，並且全部房間均為西洋風格這兩點特徵在當時極具特色:188-192:13-31、46-47。
由拉品負責基本設計的大廳在牆面使用了胡桃木材料，顯示出重厚的風格。天花板照明則採用組直線和圓形的幾何學圖案。網格風的照明將天花板分為40個區劃，各區劃均設有半球形的凹陷，並在其中安裝白熾燈。與大廳相鄰的大客室使用了眾多法國藝術家的壁畫、門板、枝形吊燈，包括：:201-202:14-20
- 亨利·拉品 - 小客室的壁畫、大客室的壁畫、大食堂的壁畫（均為油畫）、次室「香水塔」的設計（由法國國立塞夫爾陶瓷器製造所生產）
- 勒內·拉利克 - 玄關的女神像玻璃浮雕、大客室的枝形吊燈「布加勒斯特」、大食堂天井照明器具的玻璃板（菠蘿和石榴設計）
- 萊昂·布朗肖（Ivan-Léon Alexandre Blanchot） - 大廳外側樓梯右手的大理石浮雕「玩耍中的孩子們」、大食堂壁面的銀灰色浮雕
- 雷蒙德·蘇貝斯（Raymond Subes） - 大客室門龕楣的鐵製装飾
- 馬庫斯·安格朗 - 大客室門上的雕刻玻璃装飾

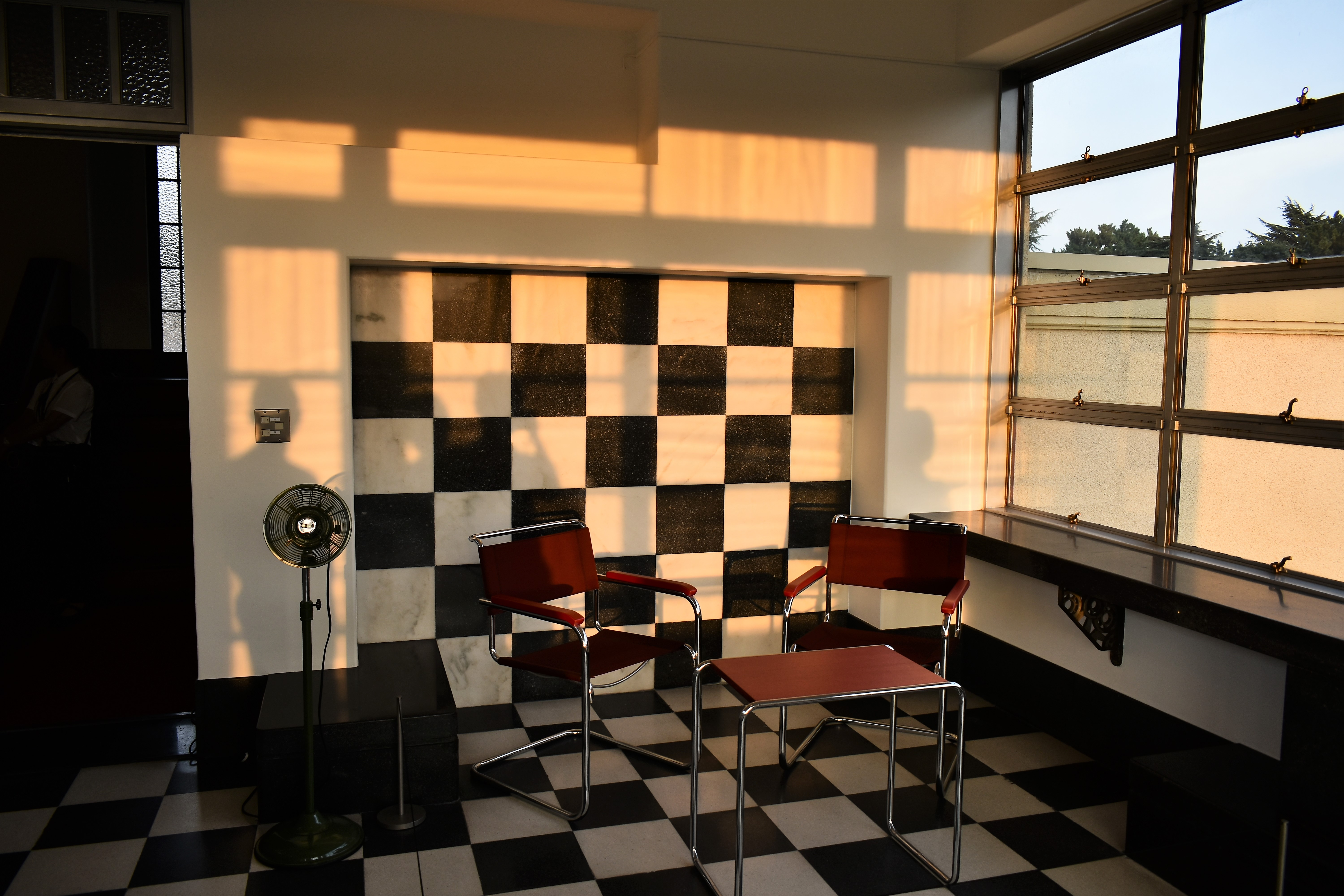
屋頂的溫室
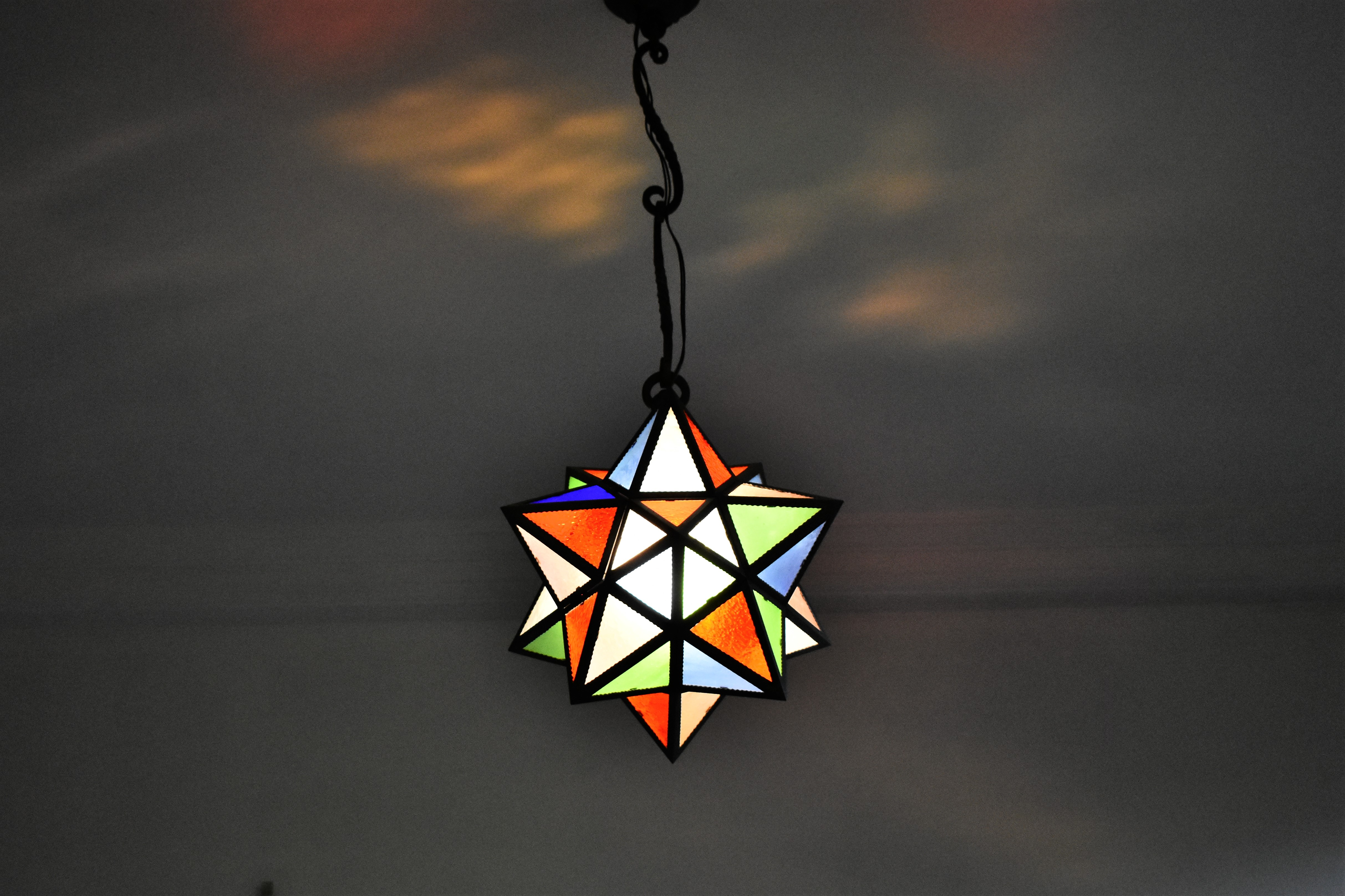
姬宮寝室前的花窗玻璃照明
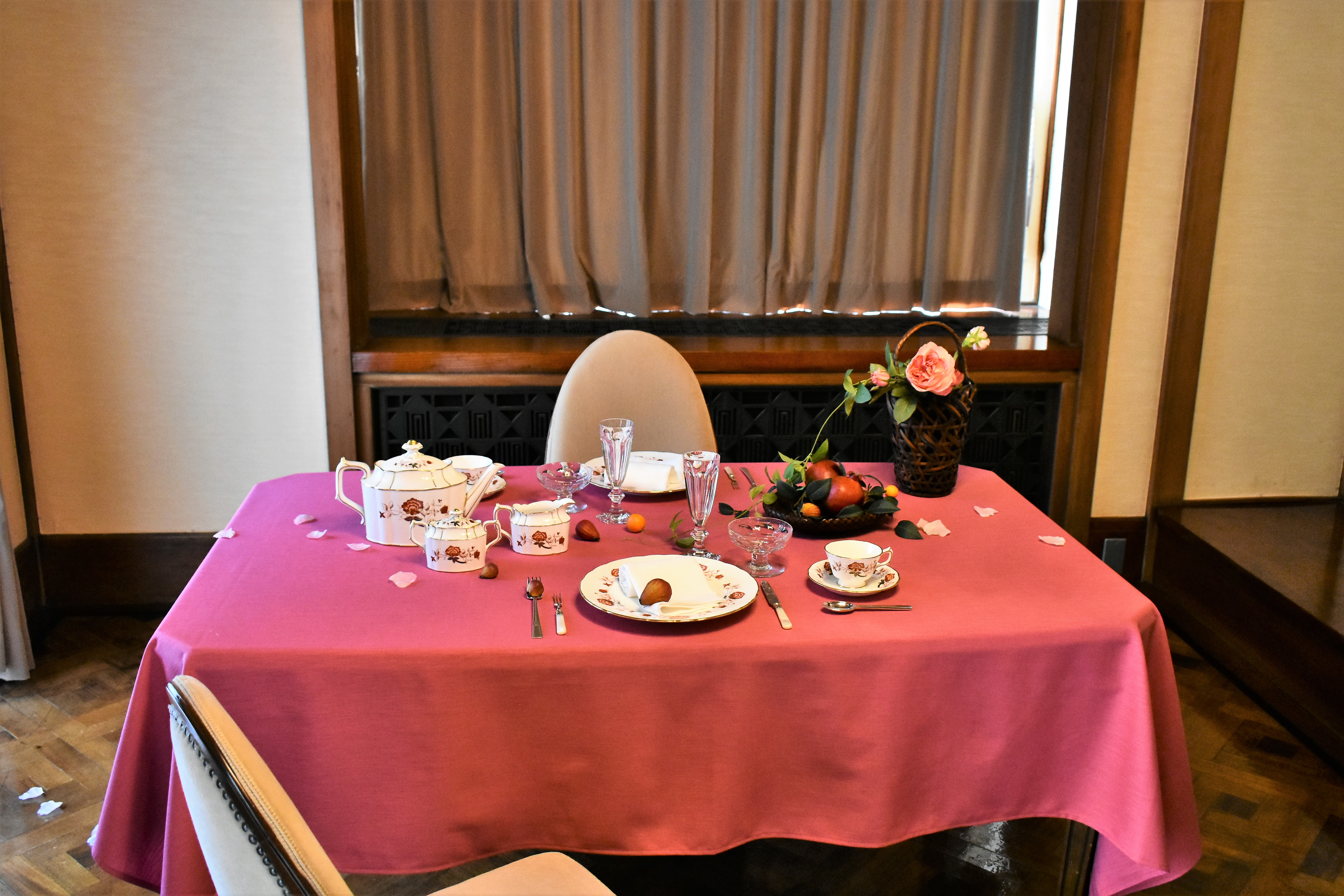
朝香宮一家日常吃飯時使用的小食堂
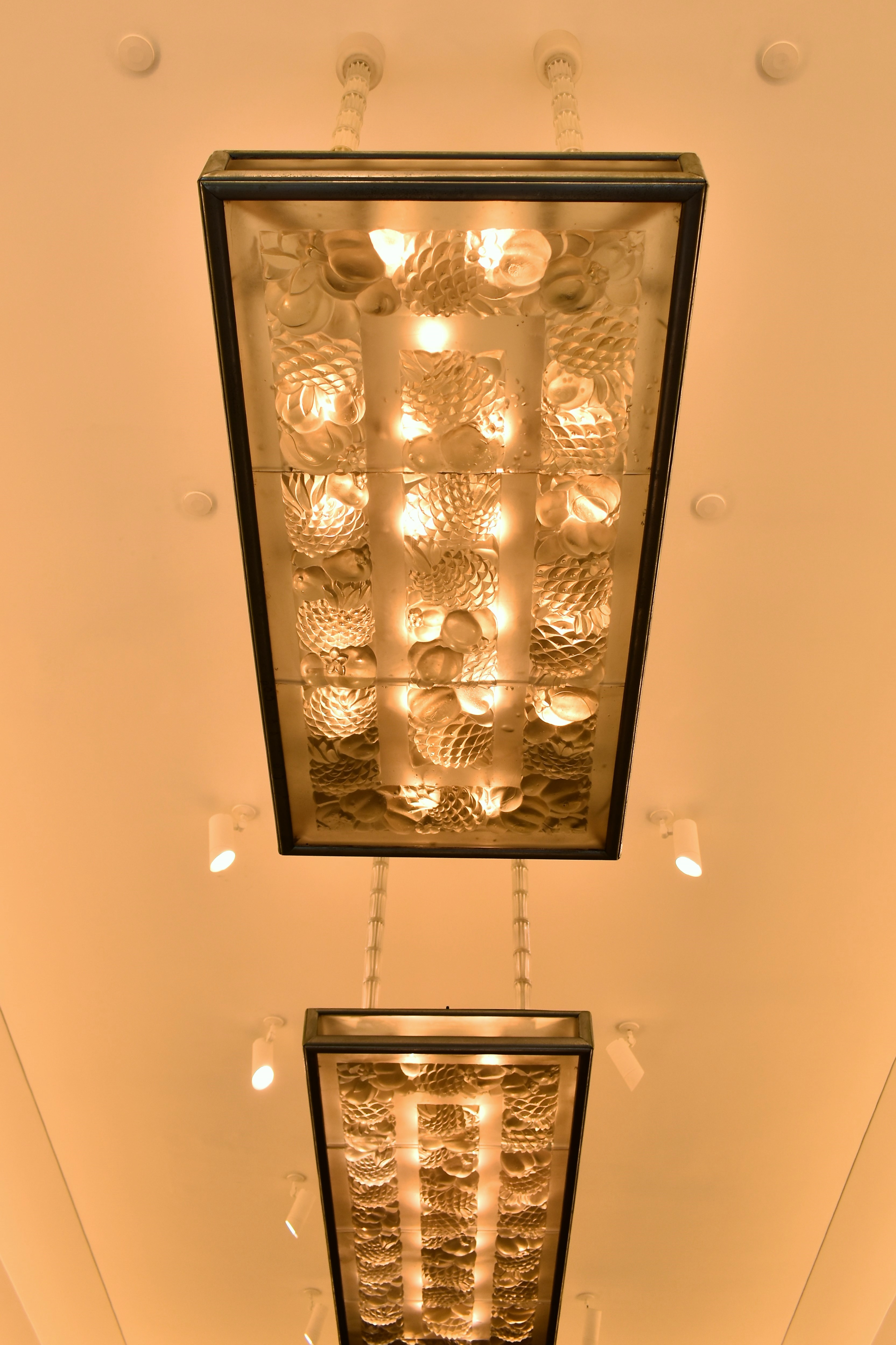
大食堂的勒內·拉利克的照明器具
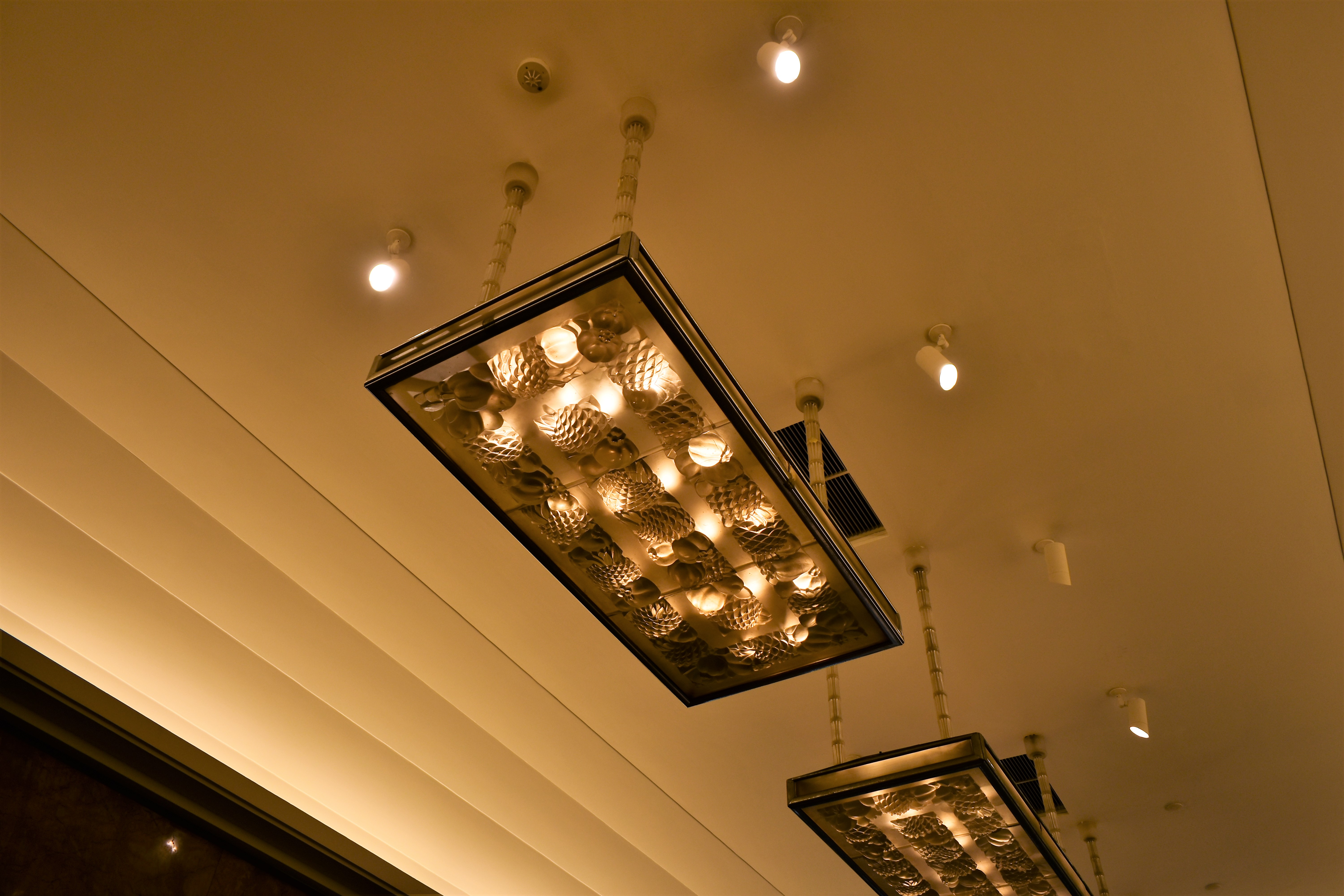
大食堂的勒內·拉利克的照明器具
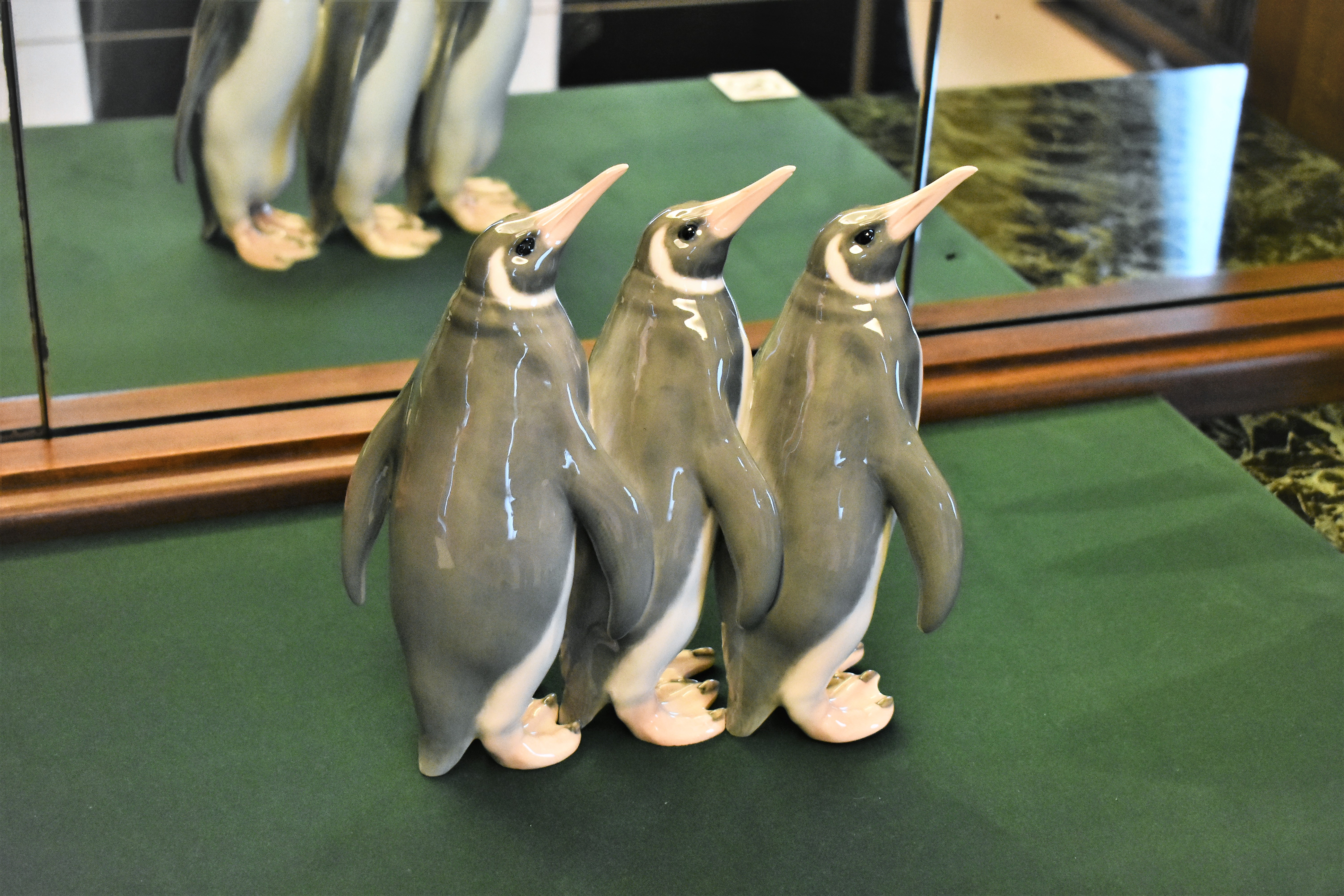
哥本哈根產的企鵝裝飾物
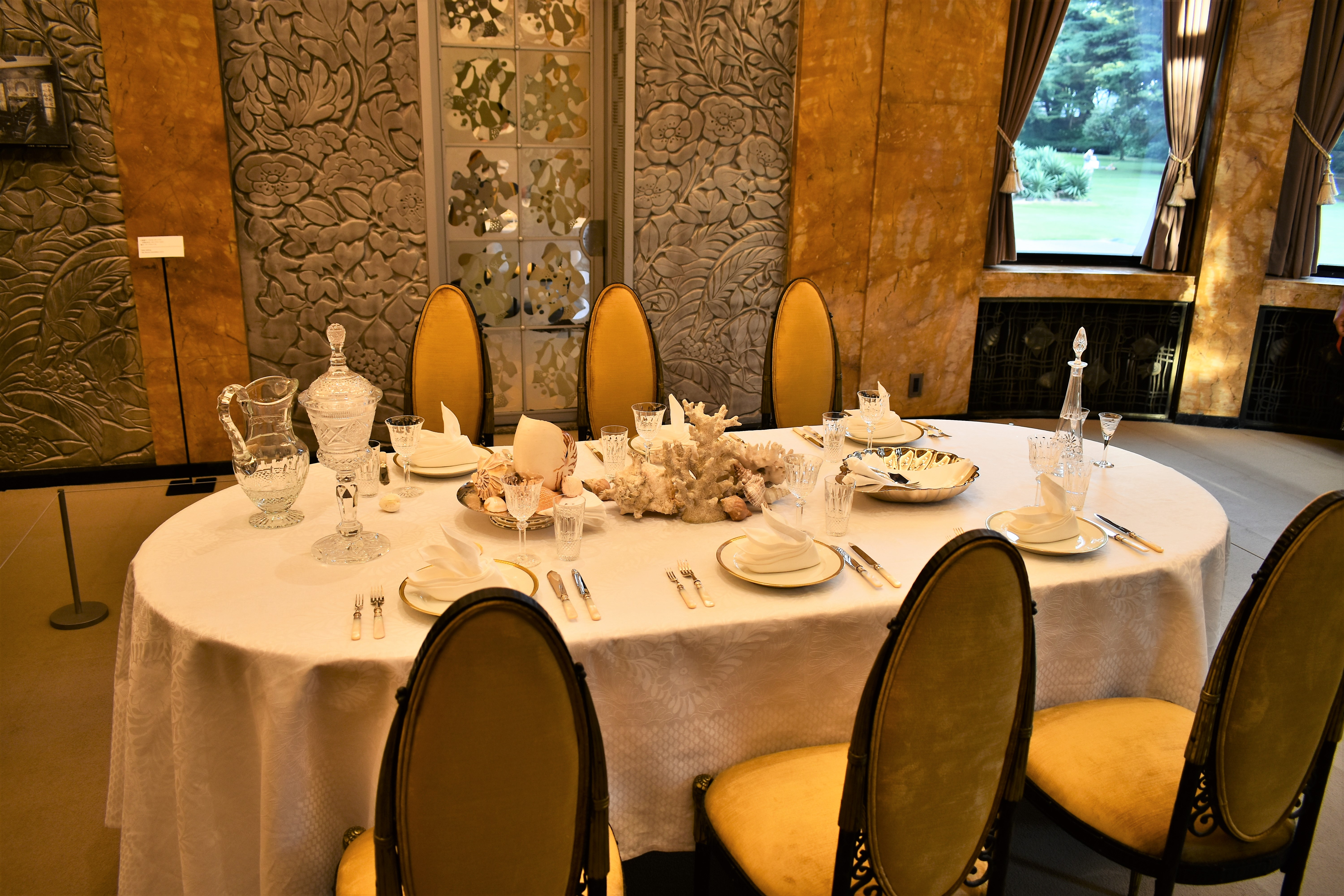
大食堂
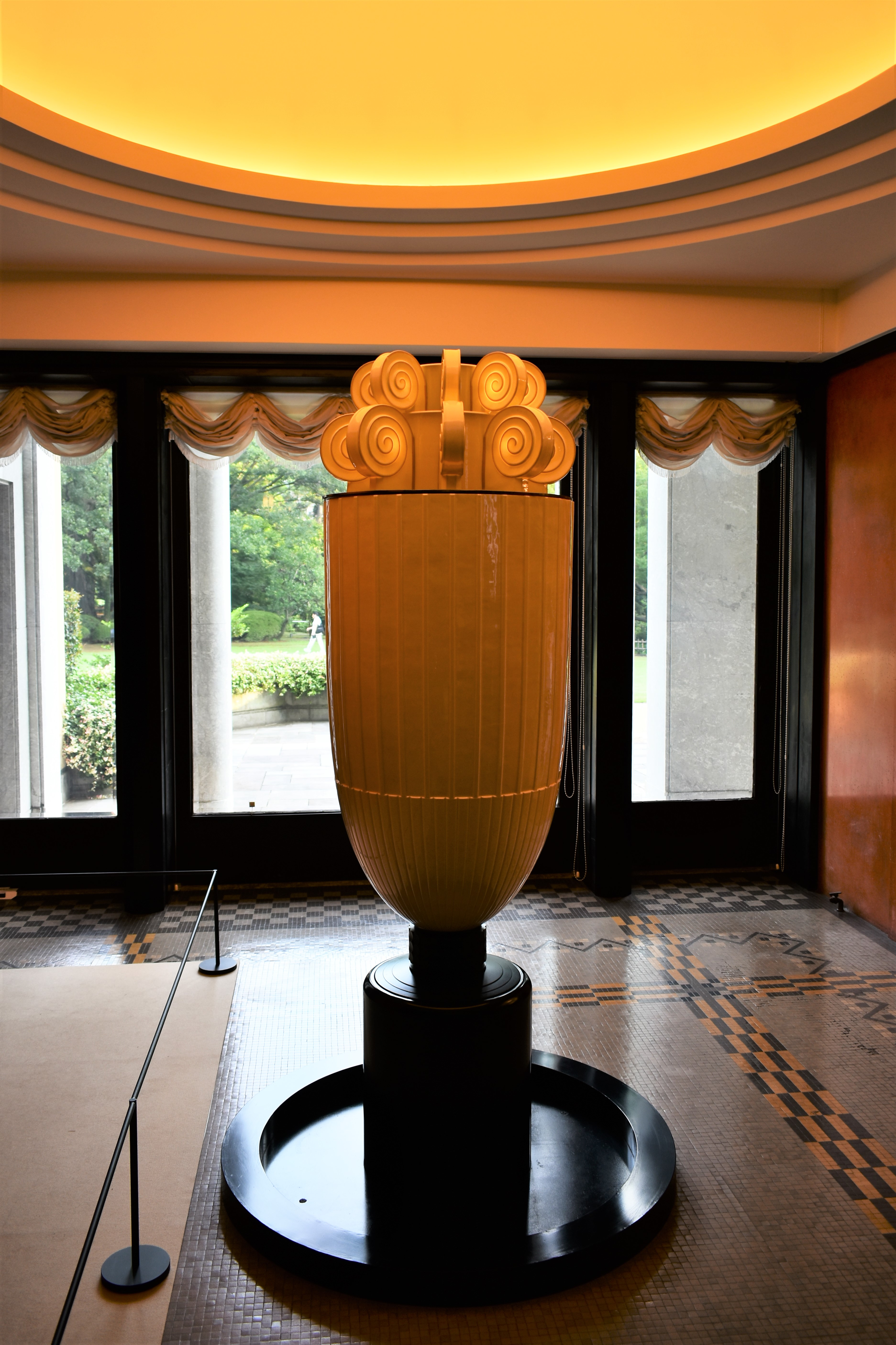
位於次室的白瓷製「香水塔」

### 新館（管理棟）
白金王子迎賓館在1963年修建了鋼筋混凝土結構的4層新館，在2009年之前曾用來舉辦演講會、音樂會。但在2009年進行耐震診斷時因存在耐震性問題而被關閉，並在2012年拆除。取而代之的是新建的鋼筋結構兩層建築管理棟。美術館事務所在改建工程前位於本館一層，改建後搬遷至管理棟二層，使得本館的展示空間得以擴大。东京都历史文化财团在1983年9月之前曾經在新館辦公，但在2009年搬遷至江戶東京博物館。

### 庭園
庭園由草坪廣場、日本庭園、西洋庭園三個部分構成。遊客可不參觀本館，僅遊覽庭園。日本庭園保留了朝香宮邸時期的景觀，並設有茶室「光華」。西洋庭園所在地曾是宮內省的官舍。

## 指定文化財

### 重要文化財（國家指定）
- 旧朝香宮邸 4棟1基[6]
  - 本館 附：供待所、內庭境門及塀
  - 茶室
  - 倉庫
  - 車庫 附屬洗場
  - 正門 東西脇門及鉄門、附屬東西袖塀
  - 附：門衛所
  - 宅地30,915.95平方米（包括池、鋼筋混凝土塀）

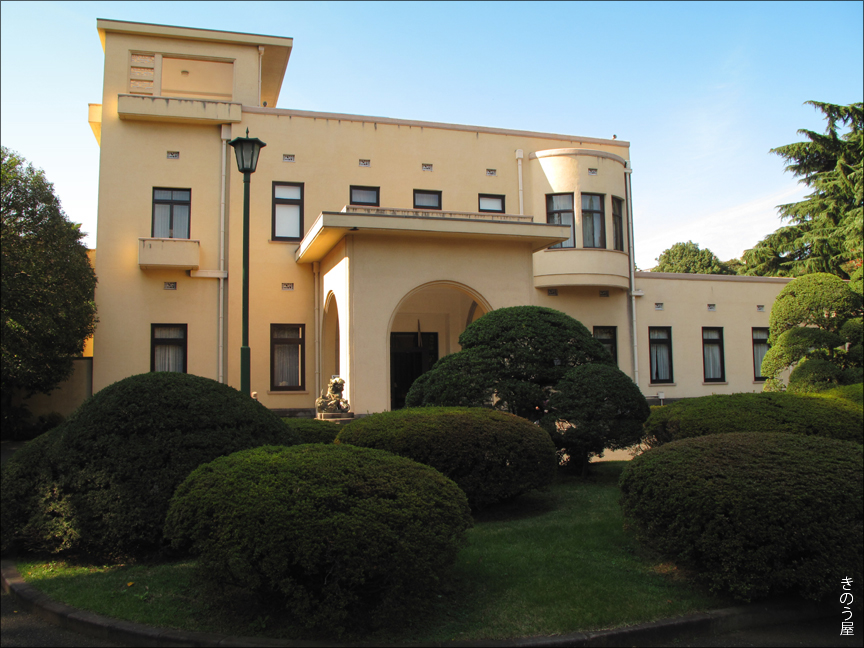
本館
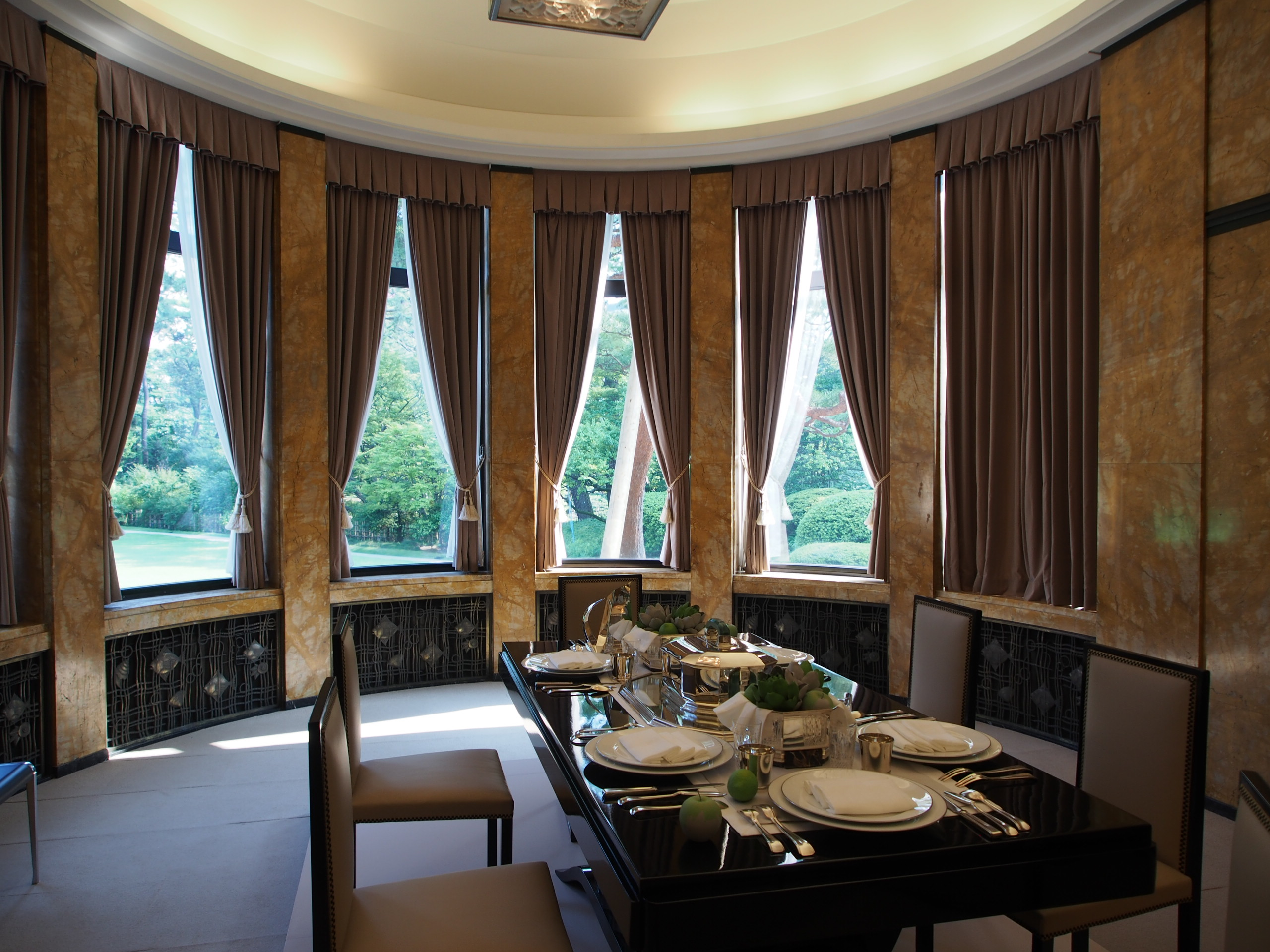
大食堂
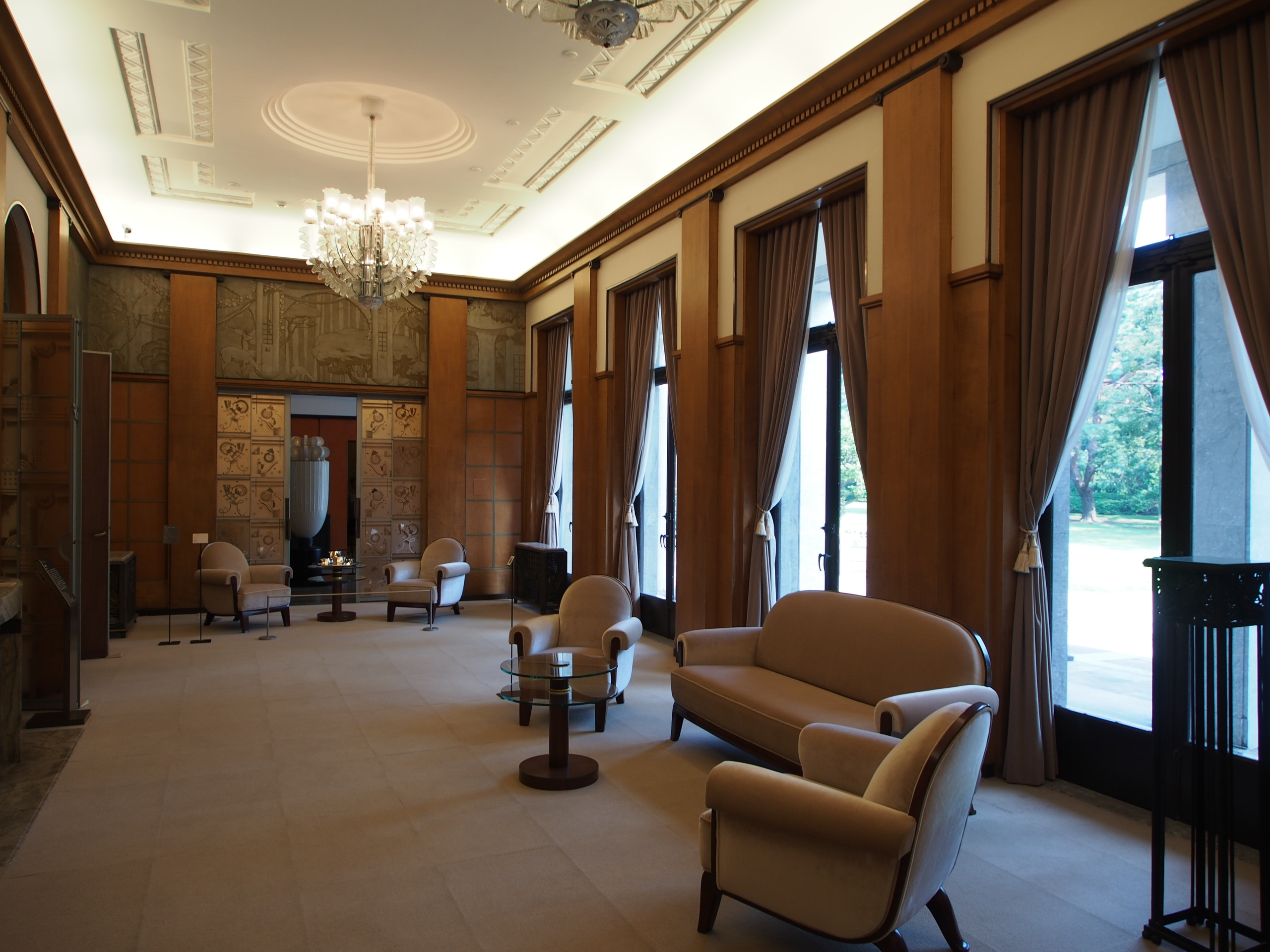
大客室
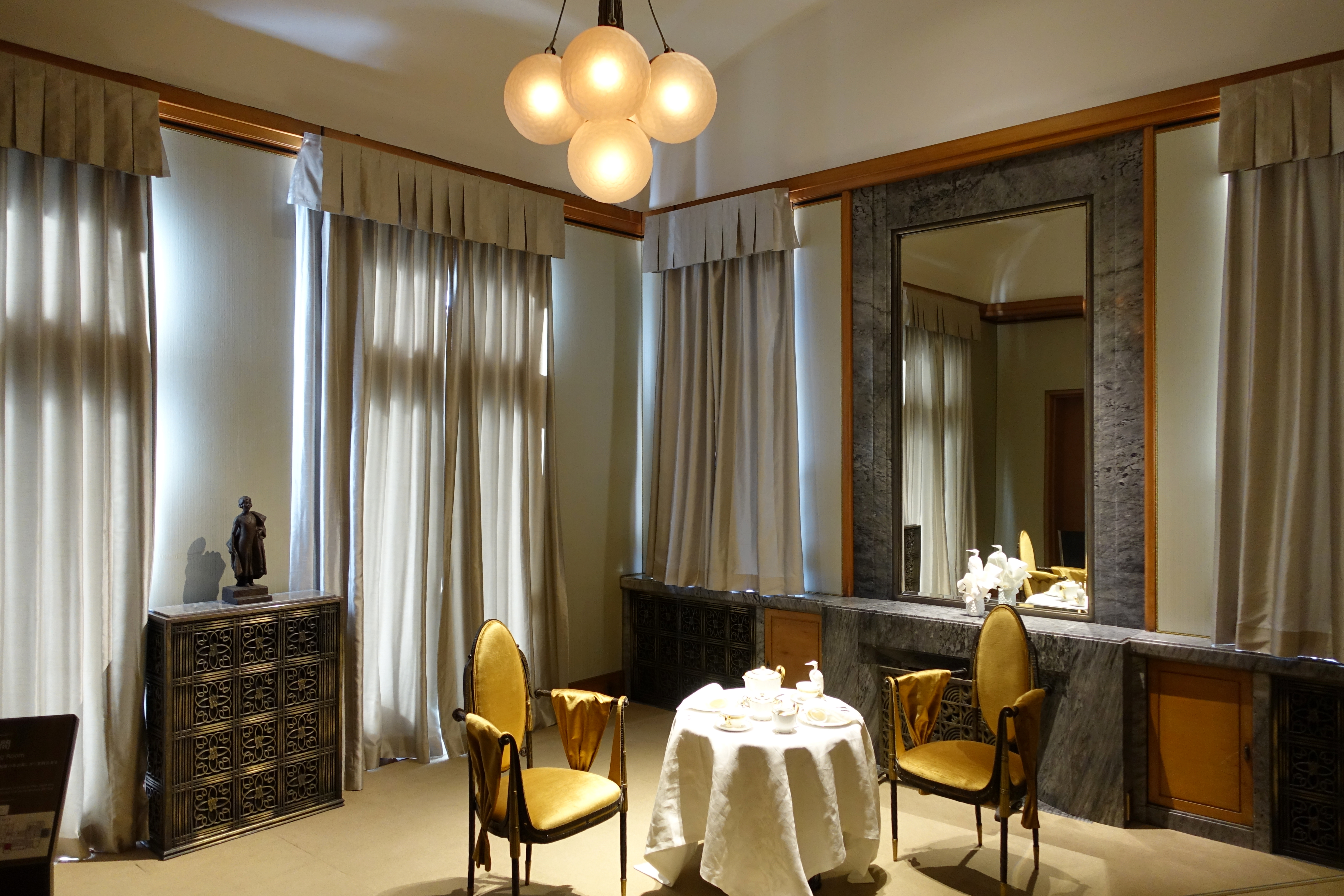
妃殿下居間
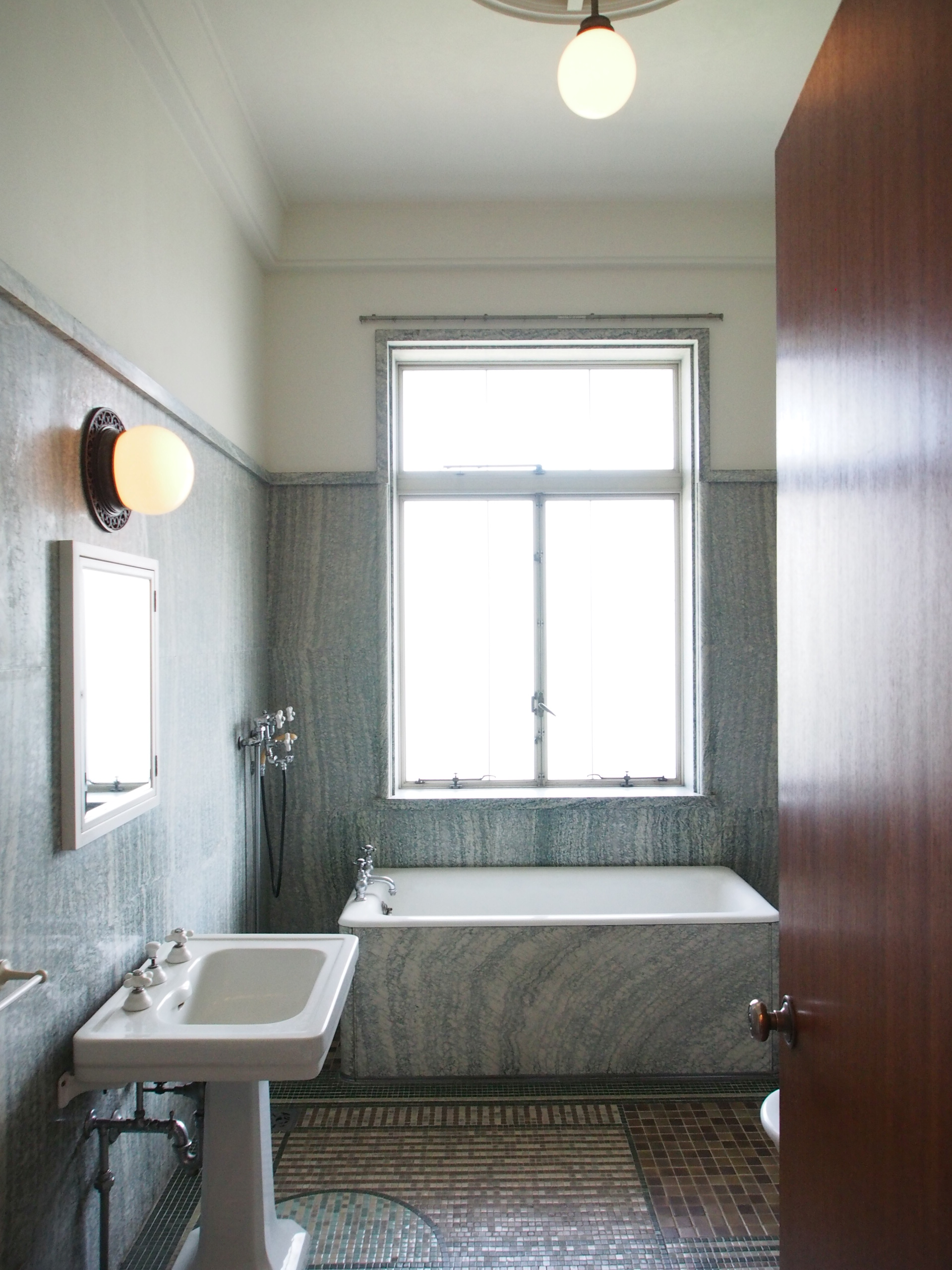
浴室
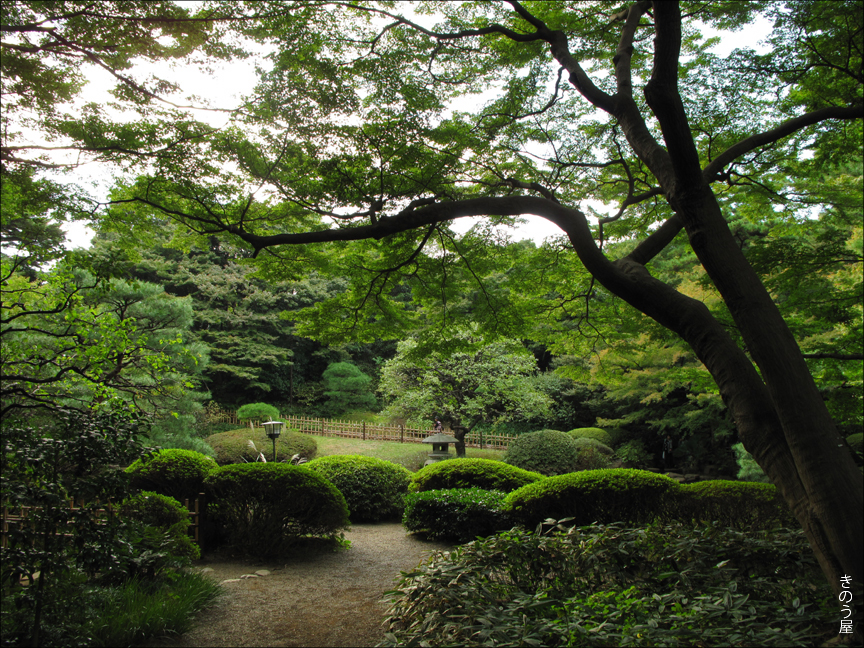
庭園
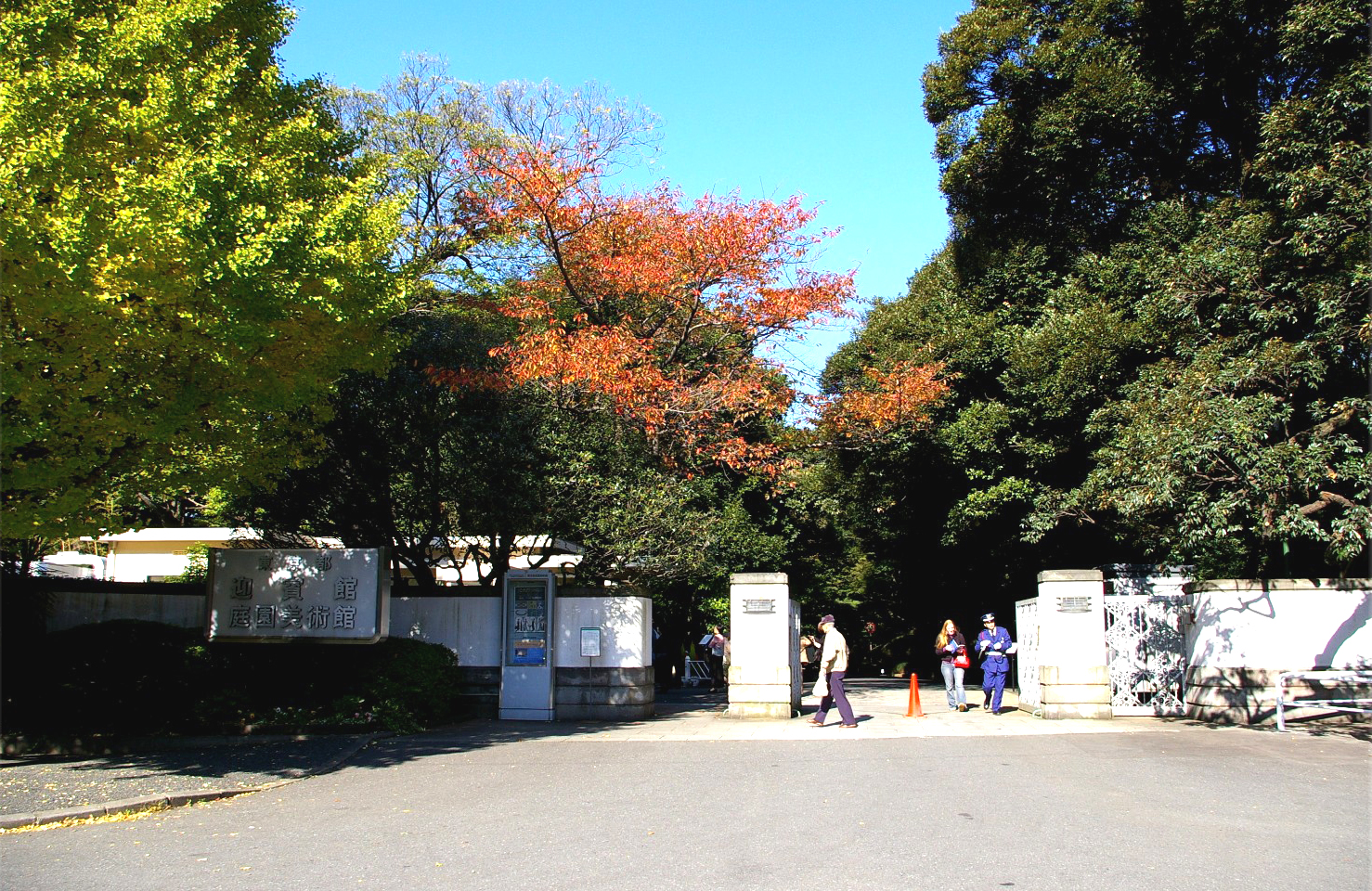
正門
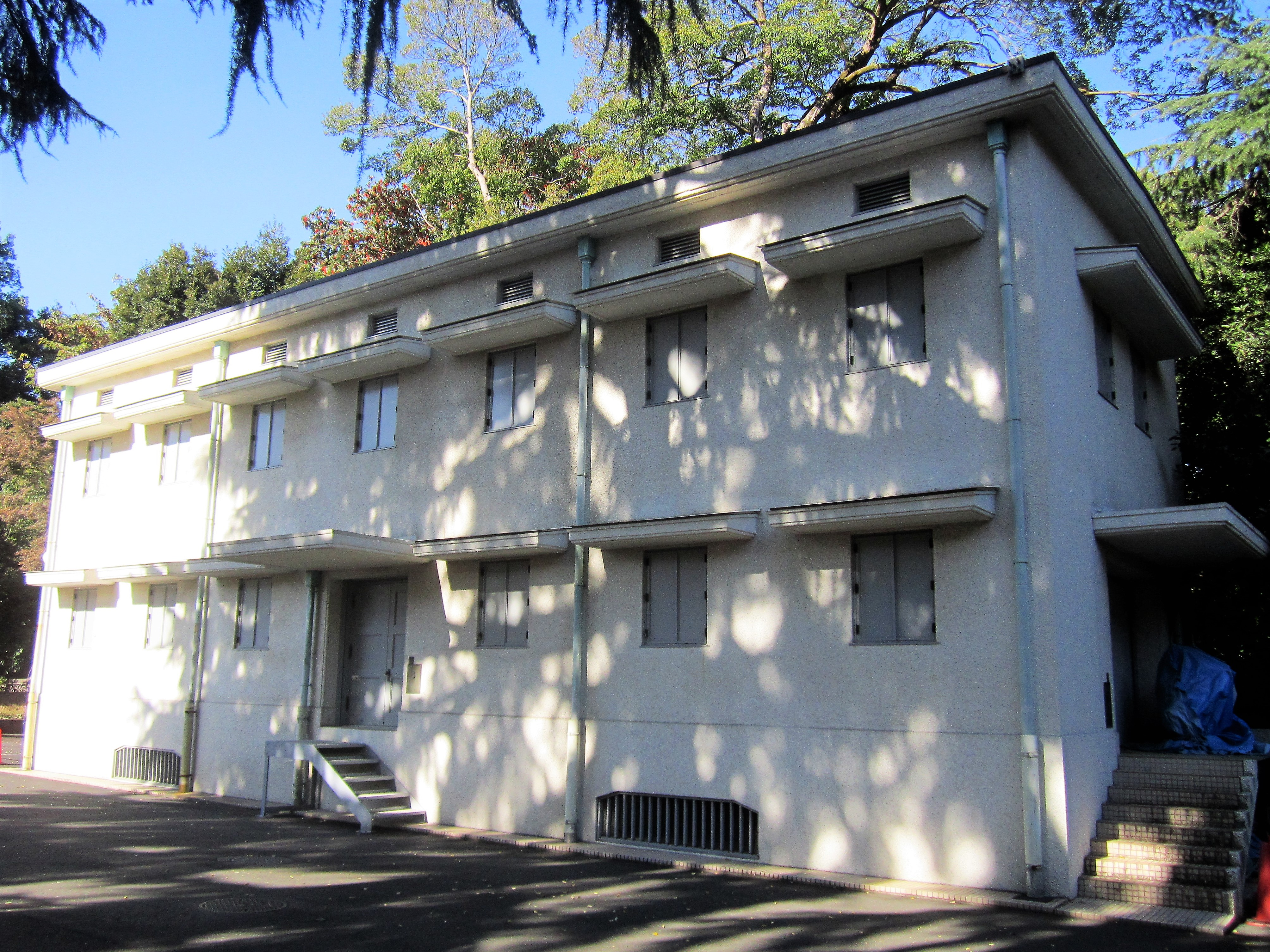
倉庫
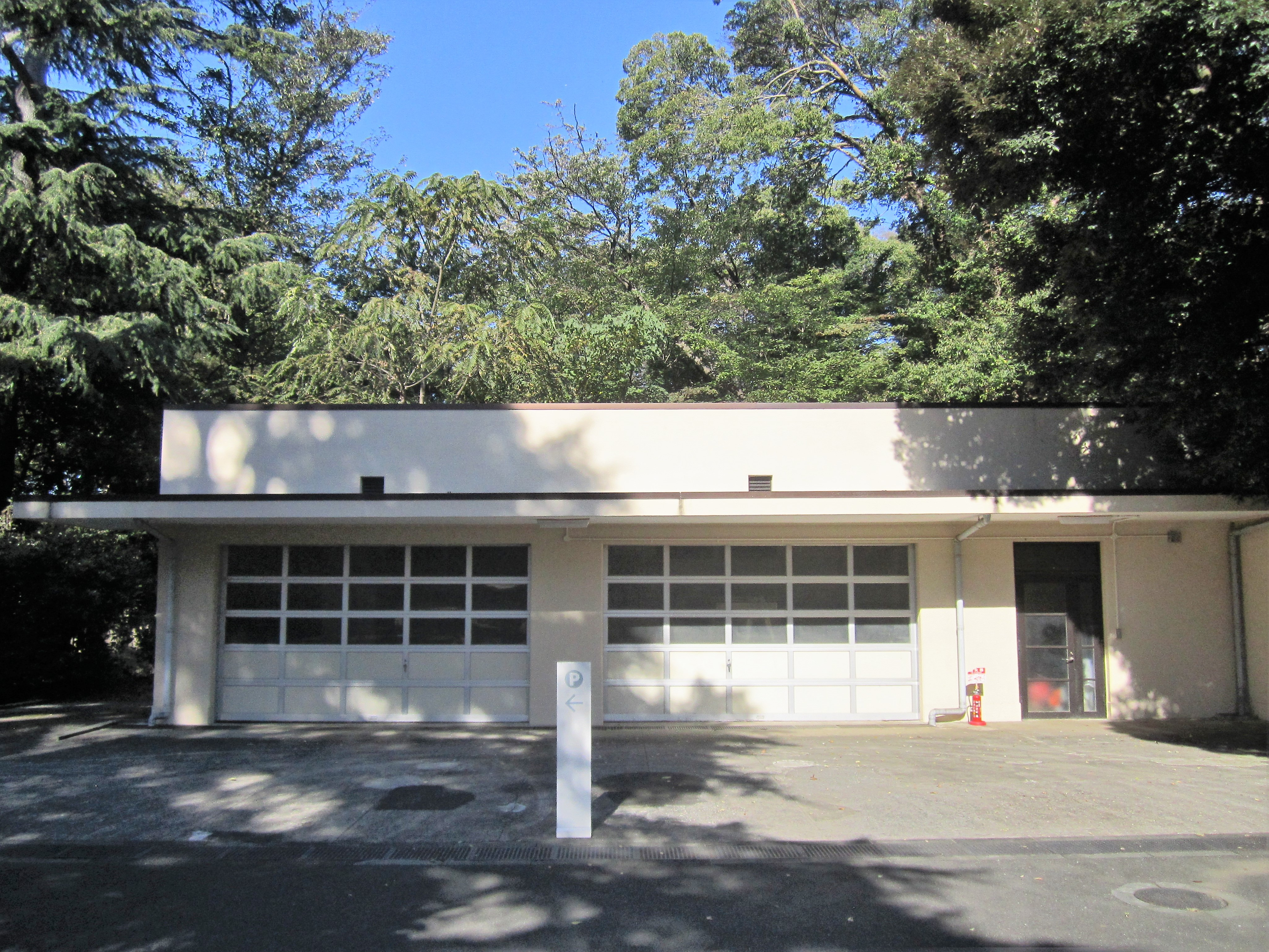
車庫
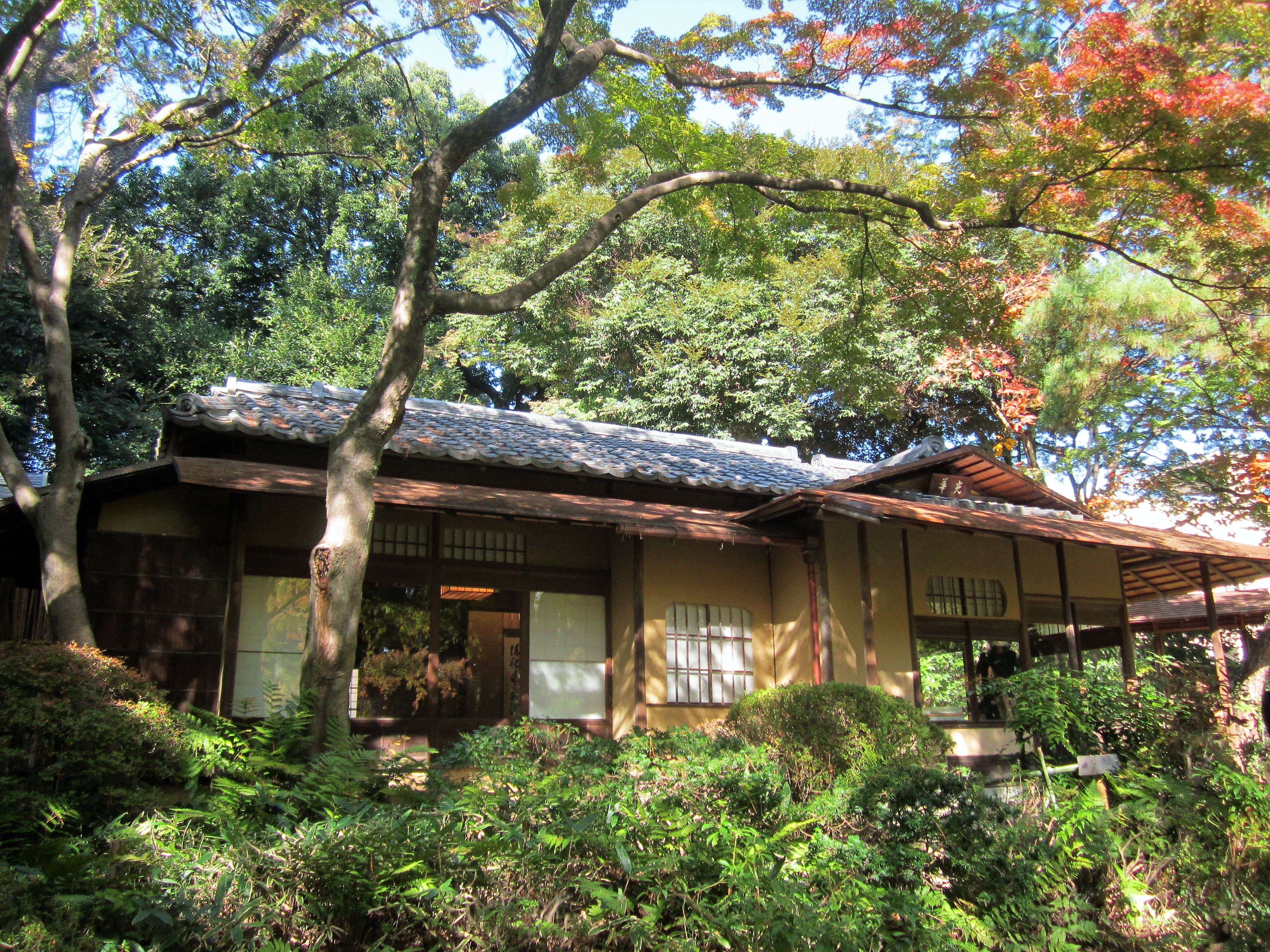
茶室
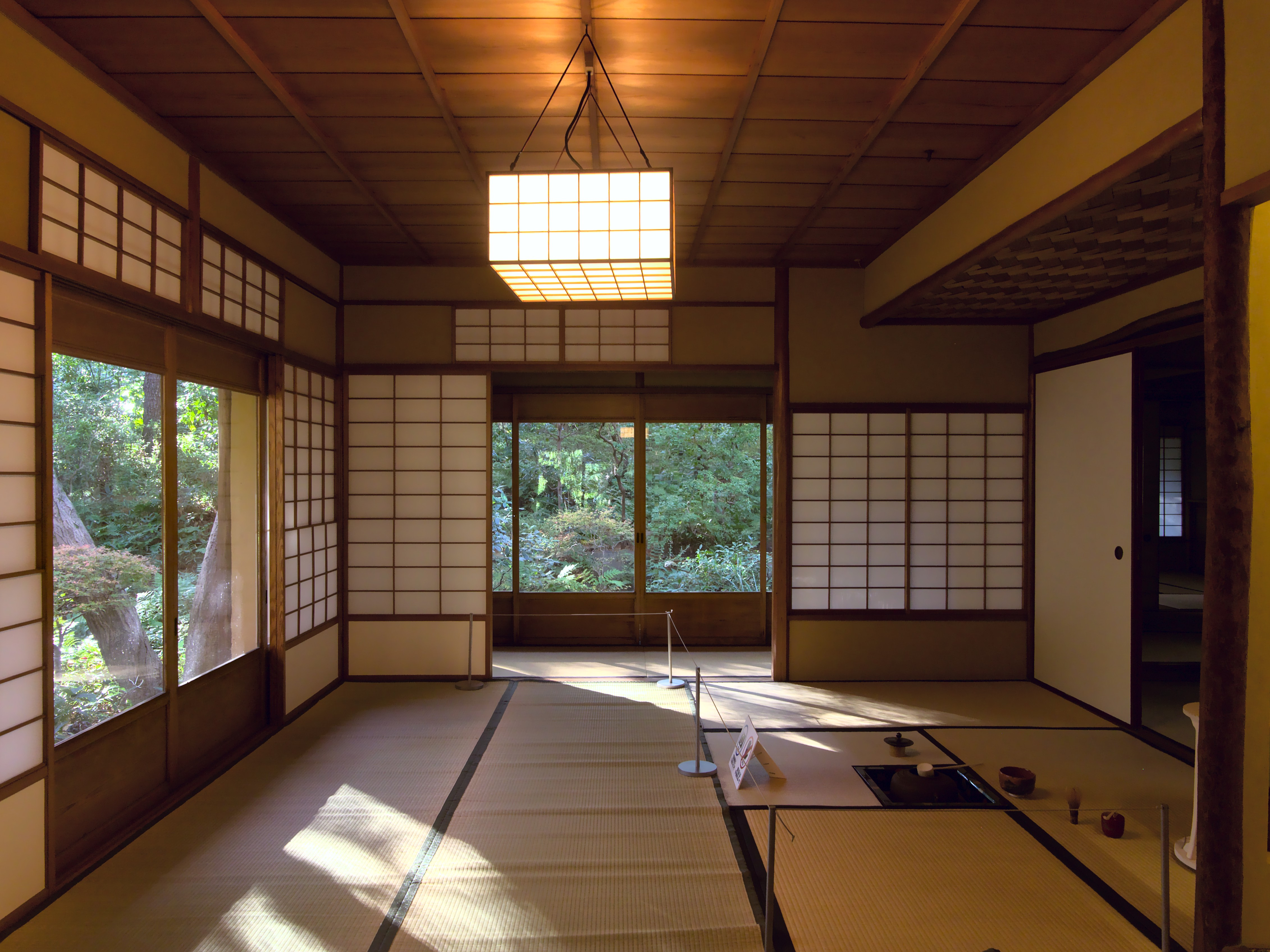
茶室內部（廣間）

## 外部連結
- 東京都庭園美術館 （页面存档备份，存于）
- 財団法人東京都歴史文化財団 （页面存档备份，存于）
- 東京都庭園美術館 植物Watching （页面存档备份，存于）